# Brachyderes
Brachyderes är ett släkte av skalbaggar som beskrevs av Carl Johan Schönherr 1823. Brachyderes ingår i familjen vivlar.

## Bildgalleri

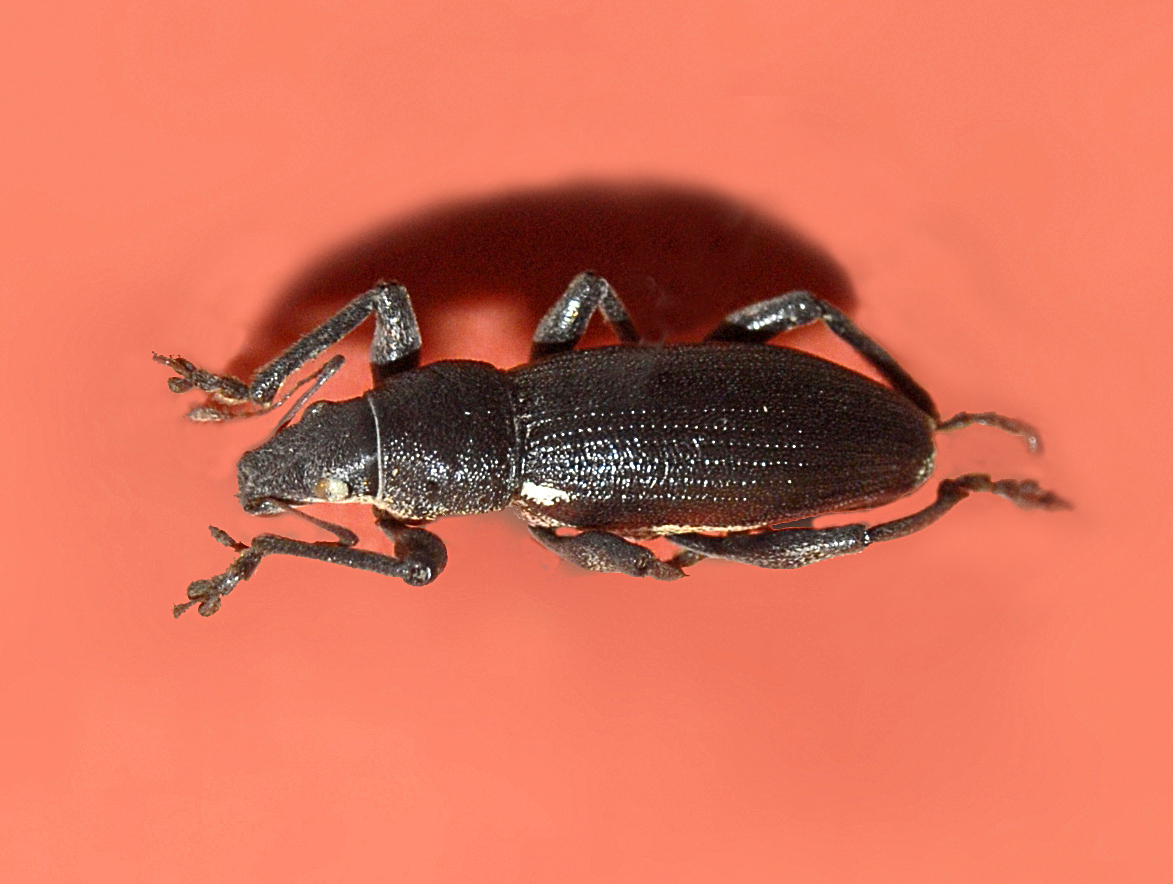
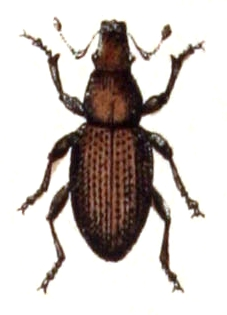
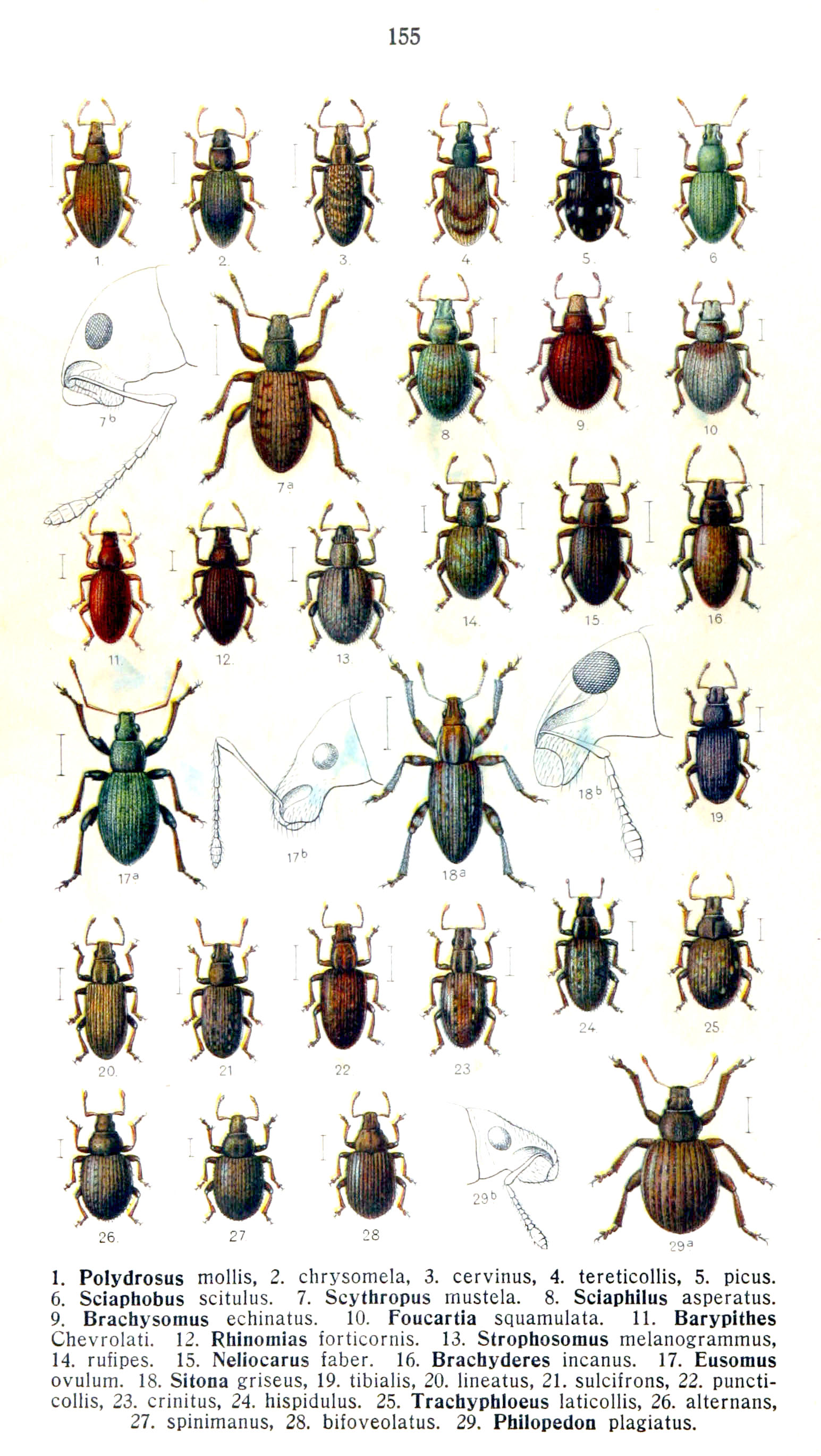

## Dottertaxa tillBrachyderes, i alfabetisk ordning[1][2]
- Brachyderes albicans
- Brachyderes albidus
- Brachyderes alboguttatus
- Brachyderes analis
- Brachyderes angustus
- Brachyderes apicalis
- Brachyderes aquilus
- Brachyderes ateropterus
- Brachyderes auriger
- Brachyderes aurovittatus
- Brachyderes brucki
- Brachyderes caudatus
- Brachyderes chinensis
- Brachyderes cinctellus
- Brachyderes cinereus
- Brachyderes circumcinctus
- Brachyderes constrictus
- Brachyderes corsicus
- Brachyderes cribricollis
- Brachyderes dimidiatus
- Brachyderes equestris
- Brachyderes fairmairei
- Brachyderes glaucus
- Brachyderes gougeleti
- Brachyderes gracilis
- Brachyderes granadensis
- Brachyderes grisescens
- Brachyderes heydeni
- Brachyderes illaesus
- Brachyderes inauratus
- Brachyderes incanus
- Brachyderes insuturalis
- Brachyderes javeti
- Brachyderes kematensis
- Brachyderes laesicollis
- Brachyderes lepidopterus
- Brachyderes leucophaeus
- Brachyderes lineolatus
- Brachyderes longicollis
- Brachyderes lusitanicus
- Brachyderes marginellus
- Brachyderes mogadorensis
- Brachyderes murinus
- Brachyderes nigrosparsus
- Brachyderes opaculus
- Brachyderes opacus
- Brachyderes ophthalmicus
- Brachyderes ovipennis
- Brachyderes ovulum
- Brachyderes pallitarsus
- Brachyderes parallelipennis
- Brachyderes paulinoi
- Brachyderes piliferus
- Brachyderes pubescens
- Brachyderes quadripunctatus
- Brachyderes quercus
- Brachyderes reitteri
- Brachyderes rosti
- Brachyderes rufipes
- Brachyderes rugatus
- Brachyderes sabaudus
- Brachyderes sculpturatus
- Brachyderes scutellaris
- Brachyderes siculus
- Brachyderes signatus
- Brachyderes somalius
- Brachyderes sparsutus
- Brachyderes strictus
- Brachyderes suturalis
- Brachyderes tazekensis
- Brachyderes testipes
- Brachyderes virens
- Brachyderes virgo